# ぶっちゃけRock'n はっちゃけRoll/ベイビーステップ
「ぶっちゃけRock'n はっちゃけRoll/ベイビーステップ」（ぶっちゃけロックン はっちゃけロール/ベイビーステップ）は、2014年5月14日にポニーキャニオンより発売されたベイビーレイズの楽曲で、7枚目のシングル。

## 概要
前作から4か月ぶりとなる2014年第2弾シングルで、グループ初のダブルA面シングル。
タイトル曲の「ベイビーステップ」はNHK・Eテレアニメ『ベイビーステップ』エンディングテーマ。
曲紹介は虎ノ門道場で大矢梨華子が考えた「人生なんてあっという間なんだから楽しまなきゃ損でしょ。ぶっちゃけRock'n はっちゃけRoll」。

## 収録曲

### 初回生産限定盤A
CD
1. ぶっちゃけRock'n はっちゃけRoll[3:43]
（作詞：増子直純(怒髪天)、作曲：上原子友康(怒髪天)、編曲：シライシ紗トリ）
2. ベイビーステップ[4:24]
（作詞・作曲・編曲：堀江晶太）
  - NHK・Eテレアニメ『ベイビーステップ』エンディングテーマ。

3. 充電満タン ～サタデーナイト[3:41]
（作詞：川さん(PAN)、作曲：よこしん(PAN)、編曲：シライシ紗トリ）
4. ぶっちゃけRock'n はっちゃけRoll (Instrumental)
5. ベイビーステップ (Instrumental)
6. 充電満タン～サタデーナイト (Instrumental)

DVD
1. 「ぶっちゃけRock'n はっちゃけRoll」 Music Video
2. 虎ノ門列伝 -虎ノ門Ｗ杯編-
3. 「ぶっちゃけRock'n はっちゃけRoll / ベイビーステップ」 ジャケットメイキング

特典
1. イベント参加券
2. オリジナル・トレーディングカード(タイプA)全5種より1種
3. モバイルポイント加算QR＆シリアルコード(8pt)

### 初回生産限定盤B
CD
1. ぶっちゃけRock'n はっちゃけRoll
2. ベイビーステップ
3. Again and again[2:45]
（作詞・作曲：森勇介(Locofrank)、編曲：Locofrank）
4. ぶっちゃけRock'n はっちゃけRoll (Instrumental)
5. ベイビーステップ (Instrumental)
6. Again and again (Instrumental)

DVD
1. 「ぶっちゃけRock'n はっちゃけRoll」 Music Video
2. 「ぶっちゃけRock'n はっちゃけRoll」 Dance Ver.
3. 虎ノ門列伝 -虎字虎字くん編-
4. 「ぶっちゃけRock'n はっちゃけRoll」 Music Video メイキング

特典
1. イベント参加券
2. オリジナル・トレーディングカード(タイプB)全5種より1種
3. モバイルポイント加算QR&シリアルコード(8pt)

### 初回生産限定盤C
CD
1. ベイビーステップ
2. ぶっちゃけRock'n はっちゃけRoll
3. ベイビーステップ (TV ver.)
4. ベイビーステップ (Instrumental)
5. ぶっちゃけRock'n はっちゃけRoll (Instrumental)

特典
1. イベント参加券
2. オリジナル・トレーディングカード(テニスウエア着用イラストタイプ)全5種より1種
3. モバイルポイント加算QR＆シリアルコード(6pt)

### 通常盤
CD
1. ぶっちゃけRock'n はっちゃけRoll
2. ベイビーステップ
3. ぶっちゃけRock'n はっちゃけRoll (Instrumental)
4. ベイビーステップ (Instrumental)

特典
初回生産分のみに封入。
1. イベント参加券
2. モバイルポイント加算QR&シリアルコード(8pt)